# Hammersmith & City Line
|  | Urban head station |

|  | Urban stop on track |

|  | Urban stop on track |

|  | Urban stop on track |

|  | Urban stop on track |

|  | Urban stop on track |

|  | Urban stop on track |

|  | Urban stop on track |

|  | Urban straight track |

|  | Urban station on track |

|  | Unknown BSicon "utSTRa" |

|  | Unknown BSicon "utBHFea" |

|  | Urban tunnel straight track |

|  | Urban tunnel stop on track |

|  | Urban tunnel stop on track |

|  | Urban tunnel stop on track |

|  | Urban tunnel station on track |

|  | Urban tunnel straight track |

|  | Unknown BSicon "utHSTea" |

|  | Unknown BSicon "utHSTea" |

|  | Urban tunnel stop on track |

|  | Urban tunnel station on track |

|  | Urban tunnel straight track |

|  | Urban tunnel stop on track |

|  | Urban tunnel stop on track |

|  | Urban tunnel stop on track |

|  | Urban tunnel stop on track |

|  | Urban tunnel stop on track |

|  | Unknown BSicon "utSTRe" |

|  | Urban stop on track |

|  | Urban station on track |

|  | Urban stop on track |

|  | Urban stop on track |

|  | Urban stop on track |

|  | Urban end station |

|  | Urban head station |

|  | Urban stop on track |

|  | Urban stop on track |

|  | Urban stop on track |

|  | Urban stop on track |

|  | Urban stop on track |

|  | Urban stop on track |

|  | Urban stop on track |

|  | Urban straight track |

|  | Urban station on track |

|  | Unknown BSicon "utSTRa" |

|  | Unknown BSicon "utBHFea" |

|  | Urban tunnel straight track |

|  | Urban tunnel stop on track |

|  | Urban tunnel stop on track |

|  | Urban tunnel stop on track |

|  | Urban tunnel station on track |

|  | Urban tunnel straight track |

|  | Unknown BSicon "utHSTea" |

|  | Unknown BSicon "utHSTea" |

|  | Urban tunnel stop on track |

|  | Urban tunnel station on track |

|  | Urban tunnel straight track |

|  | Urban tunnel stop on track |

|  | Urban tunnel stop on track |

|  | Urban tunnel stop on track |

|  | Urban tunnel stop on track |

|  | Urban tunnel stop on track |

|  | Unknown BSicon "utSTRe" |

|  | Urban stop on track |

|  | Urban station on track |

|  | Urban stop on track |

|  | Urban stop on track |

|  | Urban stop on track |

|  | Urban end station |

Hammersmith & City Line (engelska: the Hammersmith & city line, 'Hammersmith & City-linjen') är en tunnelbanelinje i  Londons tunnelbana. Den förbinder Hammersmith i väst med Barking i öst, på sin väg genom norra delen av centrala London.

## Historik
Linjens färg är rosa på tunnelbanekartan. Sträckan som går mellan Paddington och Farringdon öppnade 1863 och är en del av världens äldsta tunnelbana. Mellan stationerna Farringdon och Aldgate East passerar linjen staden Londons finansiella hjärta vilket givit linjen dess namn. Linjens tunnlar ligger strax under ytan och är av samma storlek som de på de brittiska huvudlinjerna. Merparten av banan och alla stationer delas med antingen District-, cirkel- eller Metropolitan Line, de andra delarna av tunnelbanans underjordiska järnväg. Över 114 miljoner resor görs varje år på Hammersmith & City och Circle-linjerna.
Linjen är byggd med öppet schakt, vilket innebär att man grävde ut sträckorna längs med befintliga gator. Ibland fick man riva hus för att ge plats åt tunnelbanelinjen. Då den delar riktigt gamla sträckor med andra liknande linjer som härstammar från tiden med ånglok finns öppna partier i det fria. Annars täcktes sträckorna över igen och gatorna återställdes och nya hus byggdes ovanpå.
1984 anpassades linjen för bemanning med en person, det vill säga framförande utan annan personal än föraren ombord på tågen.
En omfattande förnyelse av vagnparken skedde mellan 2012 och 2014, där de gamla C69/C77 tågen ersattes av S7-tåg. De nyare tågen har en unik lösning med fri gångpassage genom hela tågen. S-tågen är så långa att de vid vissa stationer är längre än perrongerna. Vid dessa stationer öppnas inte dörrarna i vagnarna utanför perrongen, och den som önskar gå av uppmanas gå in i mitten av tåget för avstigning.

## Linje
Linjen är 15,8 miles (25,5 km) lång med 29 stationer.  Nästan hela linjesträckningens spår delas med andra linjer i London Underground: från Hammersmith till Baker Street med Circle Line, från Baker Street till Aldgate med Circle och Metropolitan Line, och från Aldgate East Station till Barking med District line.
Linjen är elektrifierad med ett system av strömförande skenor: en central ledarskena är spänningssatt med -210 V och en skena utanför spåren med +420 V, vilket ger en potentialskillnad på 630 V.[33] Stora delar av den 3,9 km långa dubbelspåriga banan mellan Hammersmith-terminalen och Westbourne Park Station löper på en banvall på viadukt 6,2 meter över marken. Efter Westbourne Park passerar linjen på nytt under den västra västra huvudlinjen vid Royal Oak Station och går längs huvudlinjerna till Paddington-stationen. Linjen går in i en skärning strax väster om stationen och en kapningstunnel i slutet av plattformarna. Den möter Circle line från Bayswater vid Praed Street Junction innan den passerar Edgware Road Station i en skärning. Efter King's Cross St Pancras är linjen i skärning, som passerar under Ray Street Gridiron som bär City Widened Lines som används för Thameslink- tjänster. Det finns vikplattformar vid Moorgate. Strax innan Aldgate avviker linjen från circle- och metropolitan line till Aldgate East.  Linjen passerar över London Overground vid Whitechapel stationen och fortsätter på den 2 mile (3,2 km) tidigare Whitechapel & Bow Railway till Bow Road där den övergår, och sedan till Bromley-by-Bow, där den går längs London, Tilbury och Southend line från Fenchurch Street. Vid nästa station, West Ham, finns det anslutning till Jubilee Line, Docklands Light Railway (DLR) och c2c. Linjen avslutas efter ytterligare två stationer vid Barking.

## Trafik
Sedan december 2012 trafikeras linjen med sex tåg per timme som stannar på alla stationer, och det krävs 15 tåg för att hålla igång trafiken. Tillsammans med Circle-line görs över 114 miljoner passagerarresor varje år. Resan från Hammersmith till Barking tar 61 minuter. Linjen ligger i zon 1-4 i Transport for Londons zonsystem. Mellan Hammersmith och Royal Oak ligger stationerna i zon 2 liksom stationerna mellan Whitechapel och Bow Road, stationerna mellan Paddington och Aldgate East ligger i zon 1, Bromley-by-Bow och West Ham ligger i zon 2/3, Stationerna Plaistow och Upton Park ligger i zon 3 medan East Ham ligger på gränsen mellan zon 3 och 4 och Barking ligger i zon 4.

## Vagnstyper
Tågen på Hammersmith and city line består av vagnar av typen S-stock som sätts ihop till tåg med 7 vagnar. Det sammankopplade tåget är öppet och medger passage mellan vagnar så att man kan gå från ena änden till den andra utan att gå ut. S-stock är en del av Bombardiers Movia- familj, med luftkonditionering. Dessa tåg har regenerativa bromsar och återmatar cirka 20 procent av sin energi till det matande elnätet. Tåget har en toppfart på 62 km/h och en kapacitet på 865 passagerare, att jämföra med 739 för dess föregångare C-stock. Med en längd på 117 meter är ett S-Stock-tåg 24 m längre än de 93 m långa C-tågen och stationsplattformar har förlängts. Spänningen i elmatningen ökades 2017, från tidigare nominella 630 V till 750 V för att ge bättre prestanda och möjliggöra större återföring av energi till nätverket genom sina regenerativa bromsar.

## Depå
Linjens depå ligger vid Hammersmith, nära Hammersmith station, byggd av Great Western Railway som drivs av Metropolitan Railway när den gemensamma järnvägen elektrifierades i början av 20-talet. Det finns även ett flertal uppställningsplatser längs med banan, bland annat vid Barking och nära High Street Kensington, där man parkerar tågen över natten. Tidigare fanns det ett uppställningsspår vid Farringdon där C-stock parkerades men på grund av att S-stock är längre än C-stock går det inte att använda längre.

## Uppgradering
I samband med introduktionen av S-Stock, uppgraderades spår-, elförsörjnings- och signalsystemen för att öka turtätheten på Circle och Hammersmith & City-linjerna med 65 procent i slutet av 2018. En stor trafikledningscentral öppnade i Hammersmith den 6 maj 2018 och ett automatiskt tågstyrningssystem (ATC) ersatte signalutrustning installerad från 1940-talet. Den nya Crossrail eller Elisabeth line planerad att öppna 2019, förväntas minska trängseln mellan Paddington och Whitechapel.

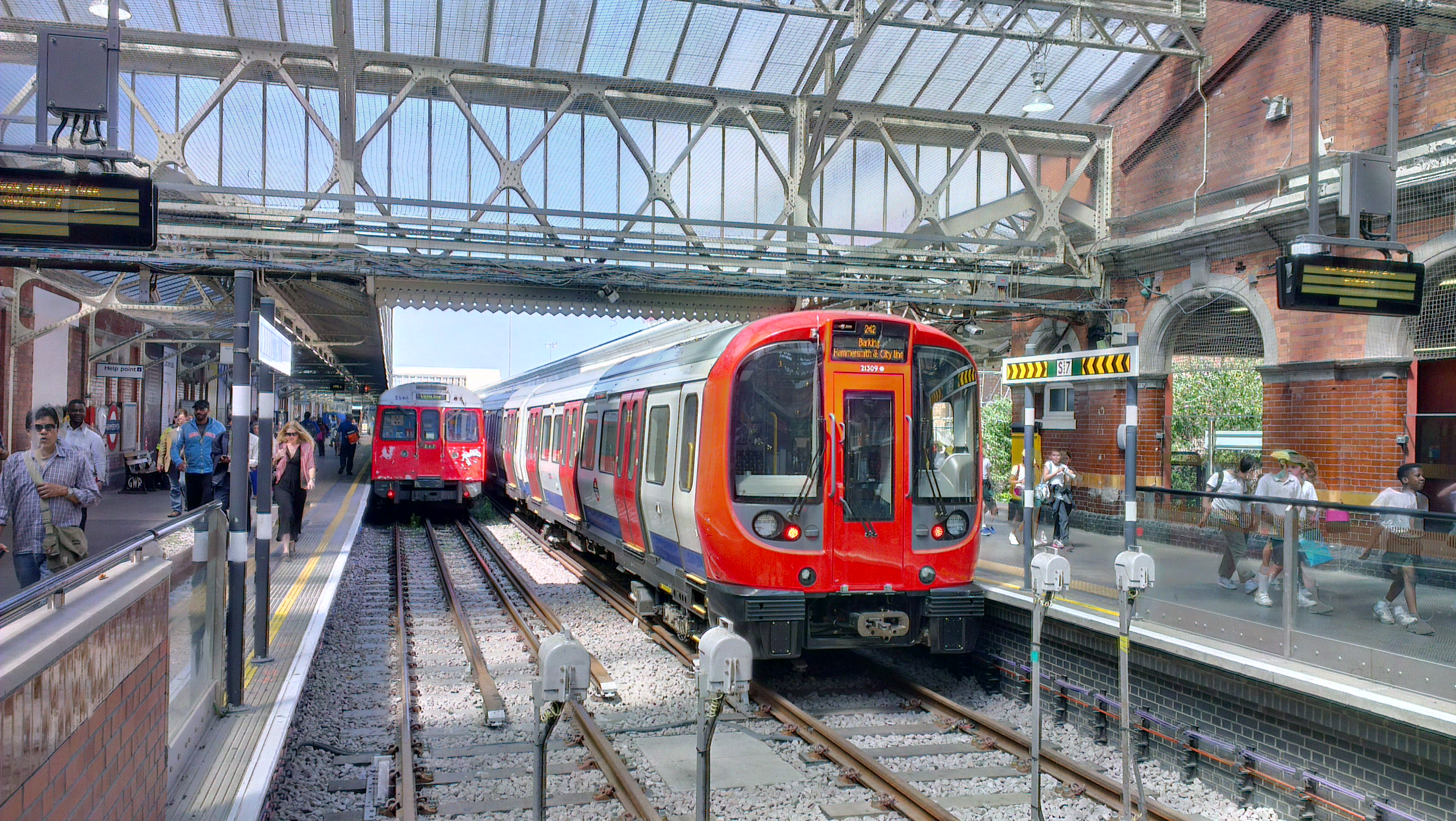
Hammersmith
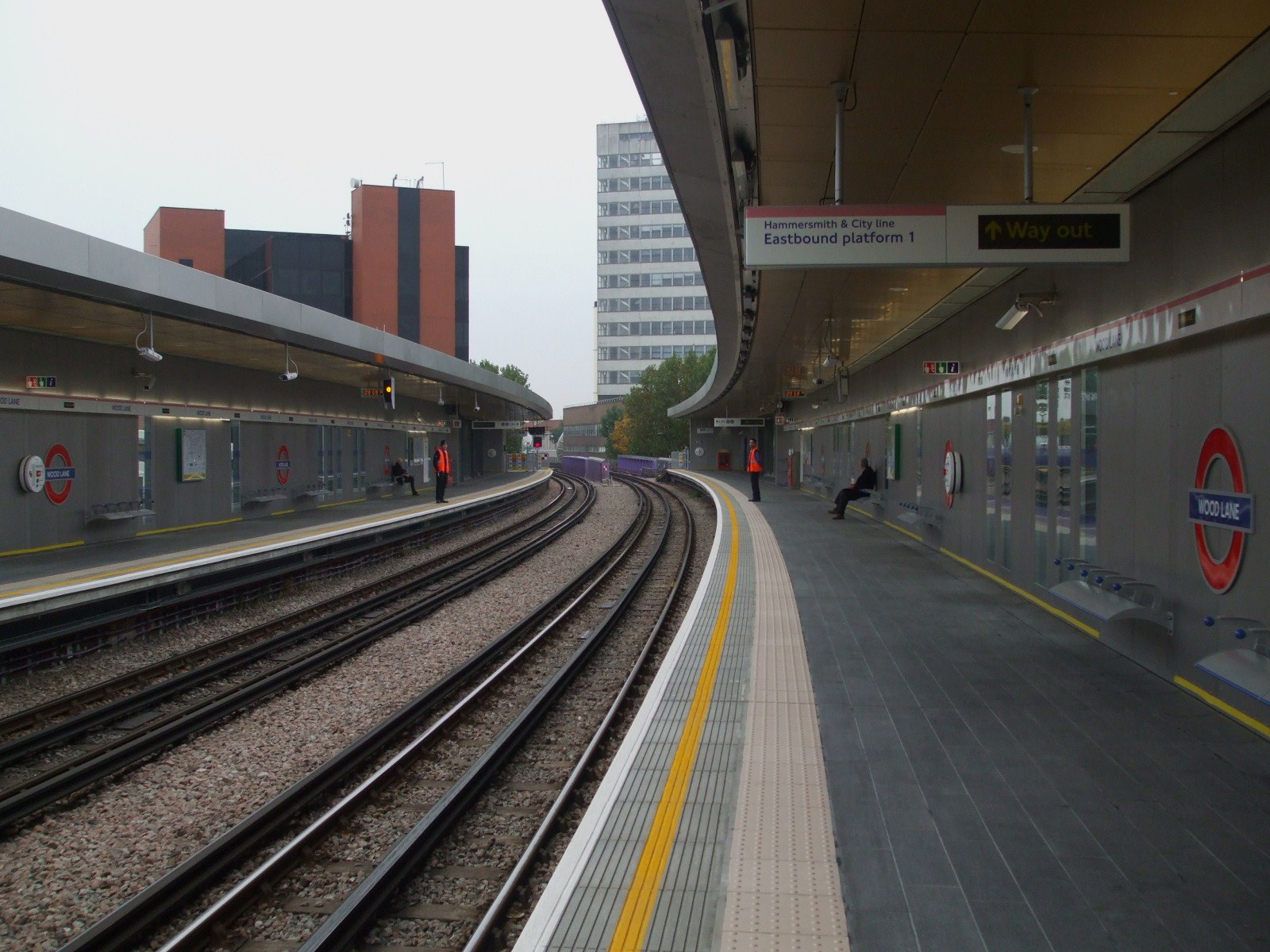
Wood Lane
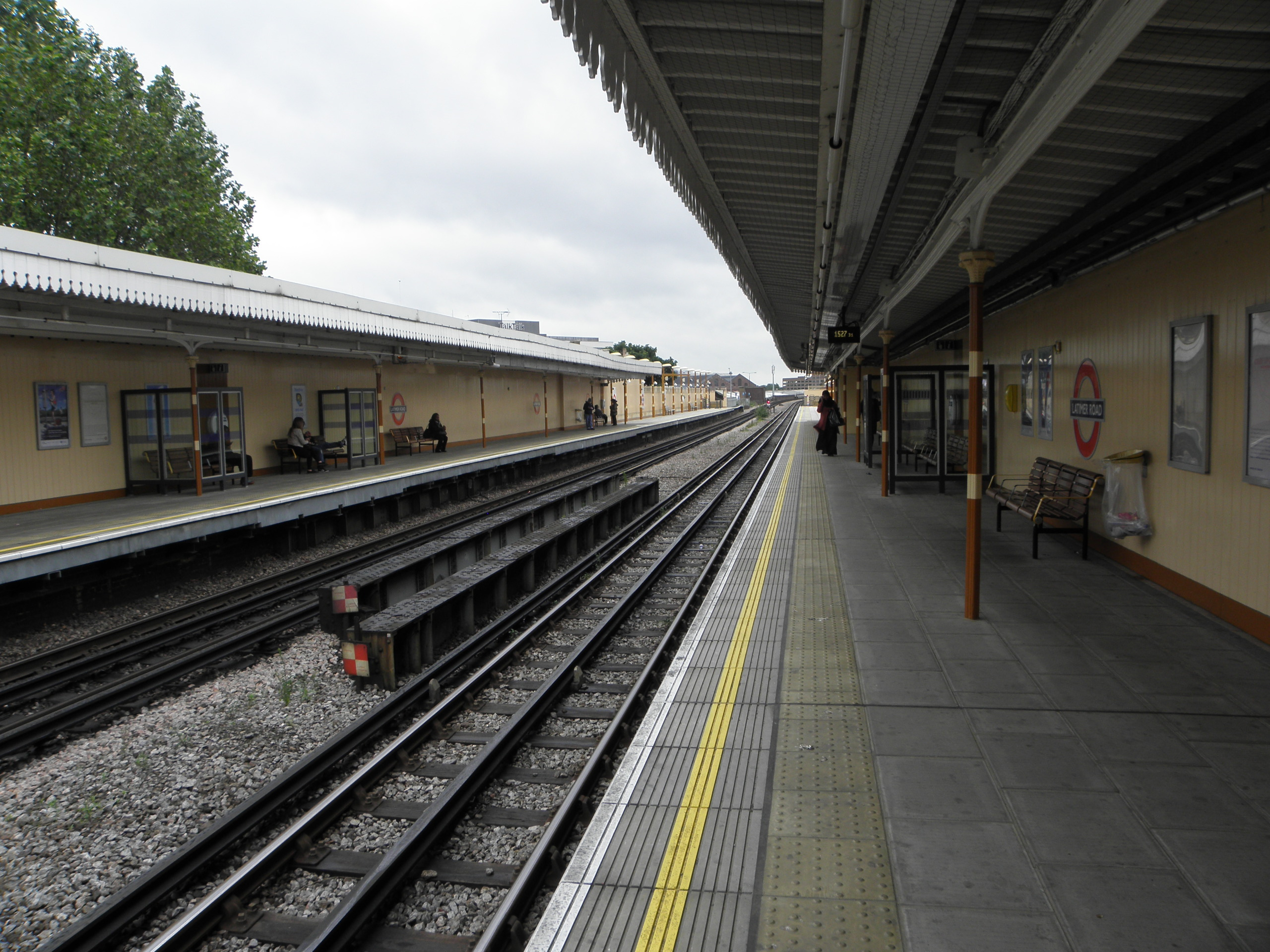
Latimer Road
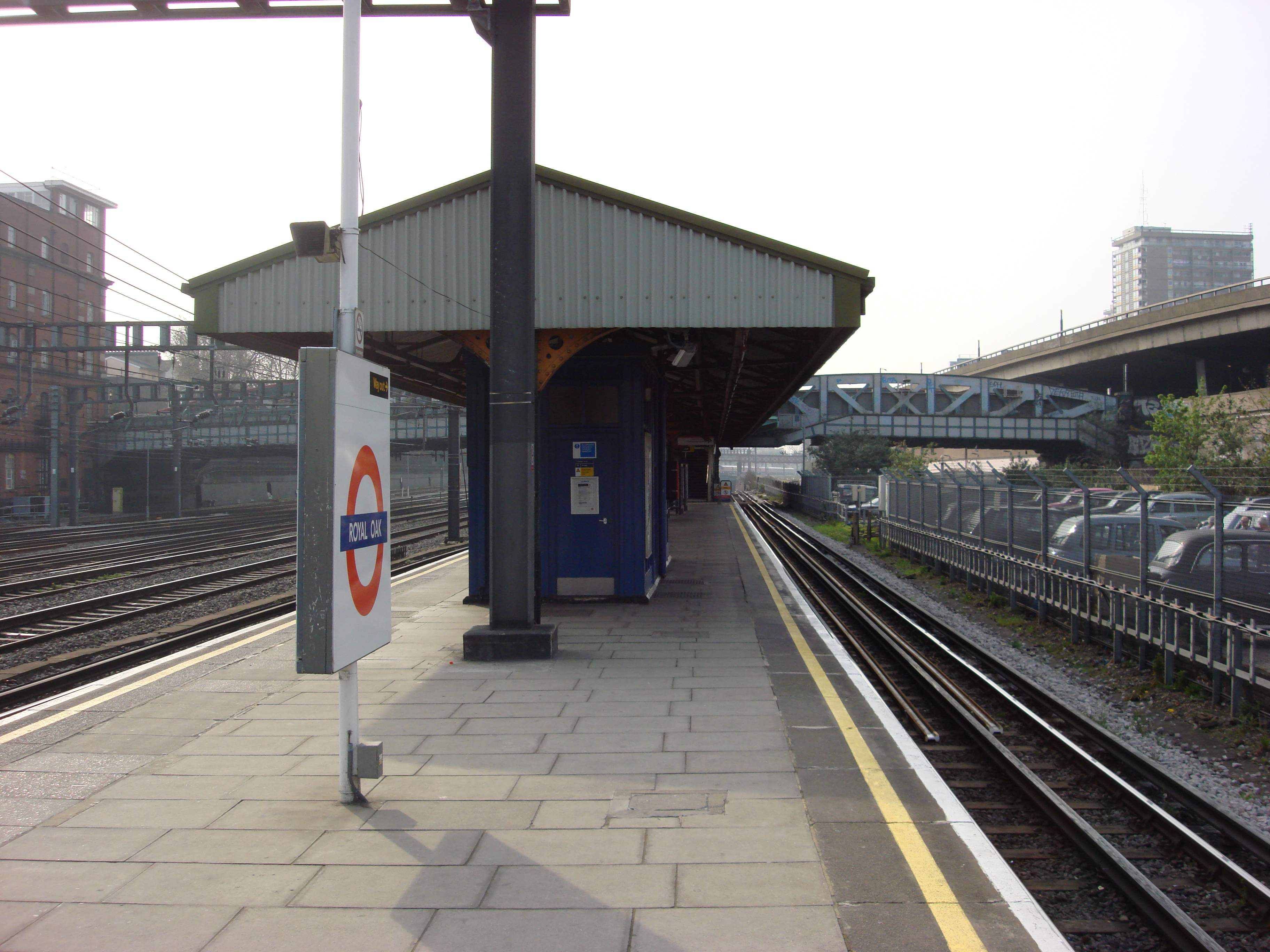
Royal Oak
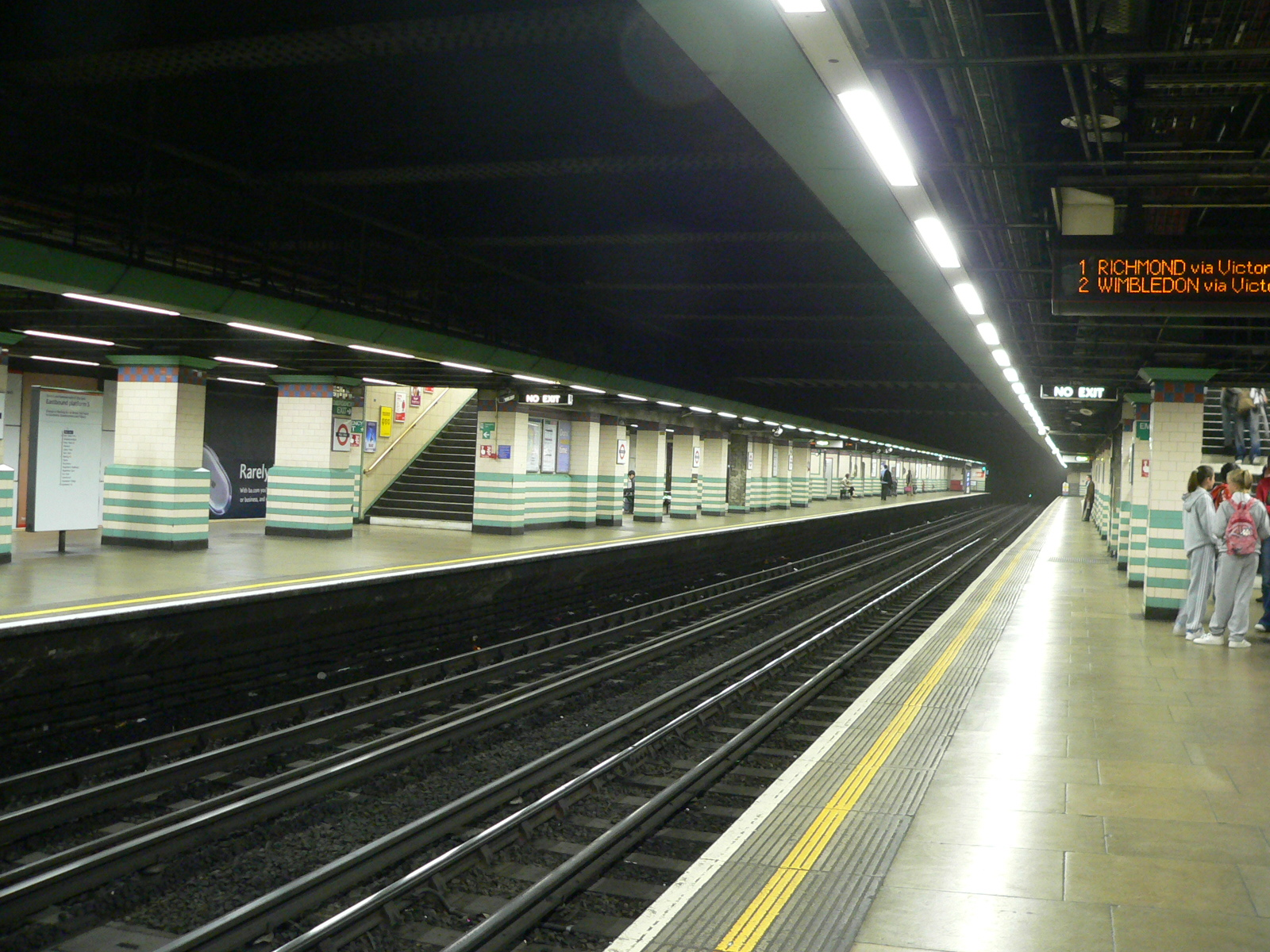
Mile End
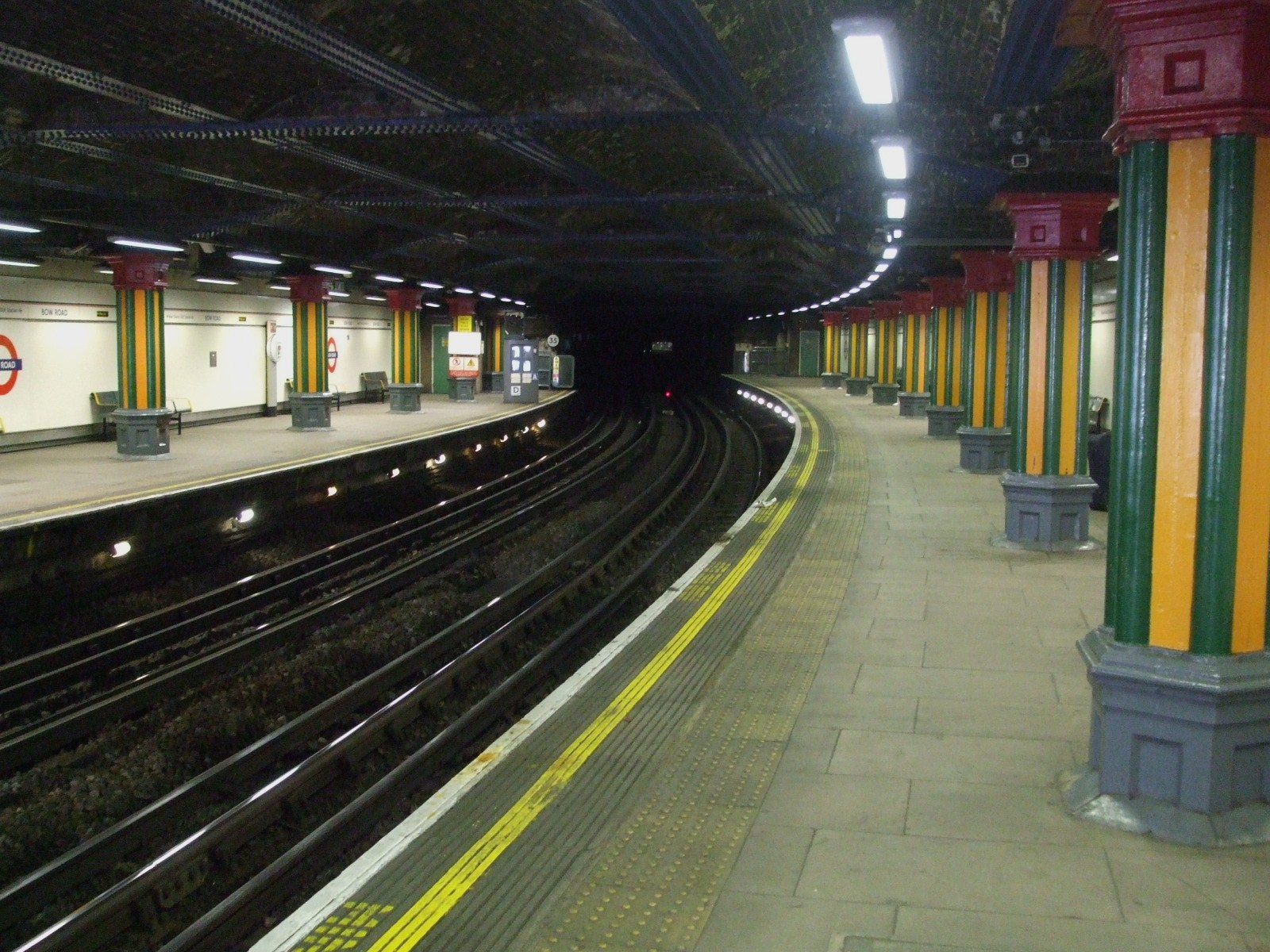
Bow Road
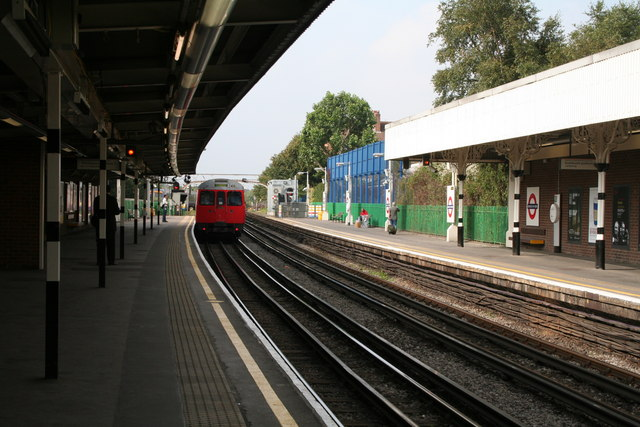
Bromley-by-Bow
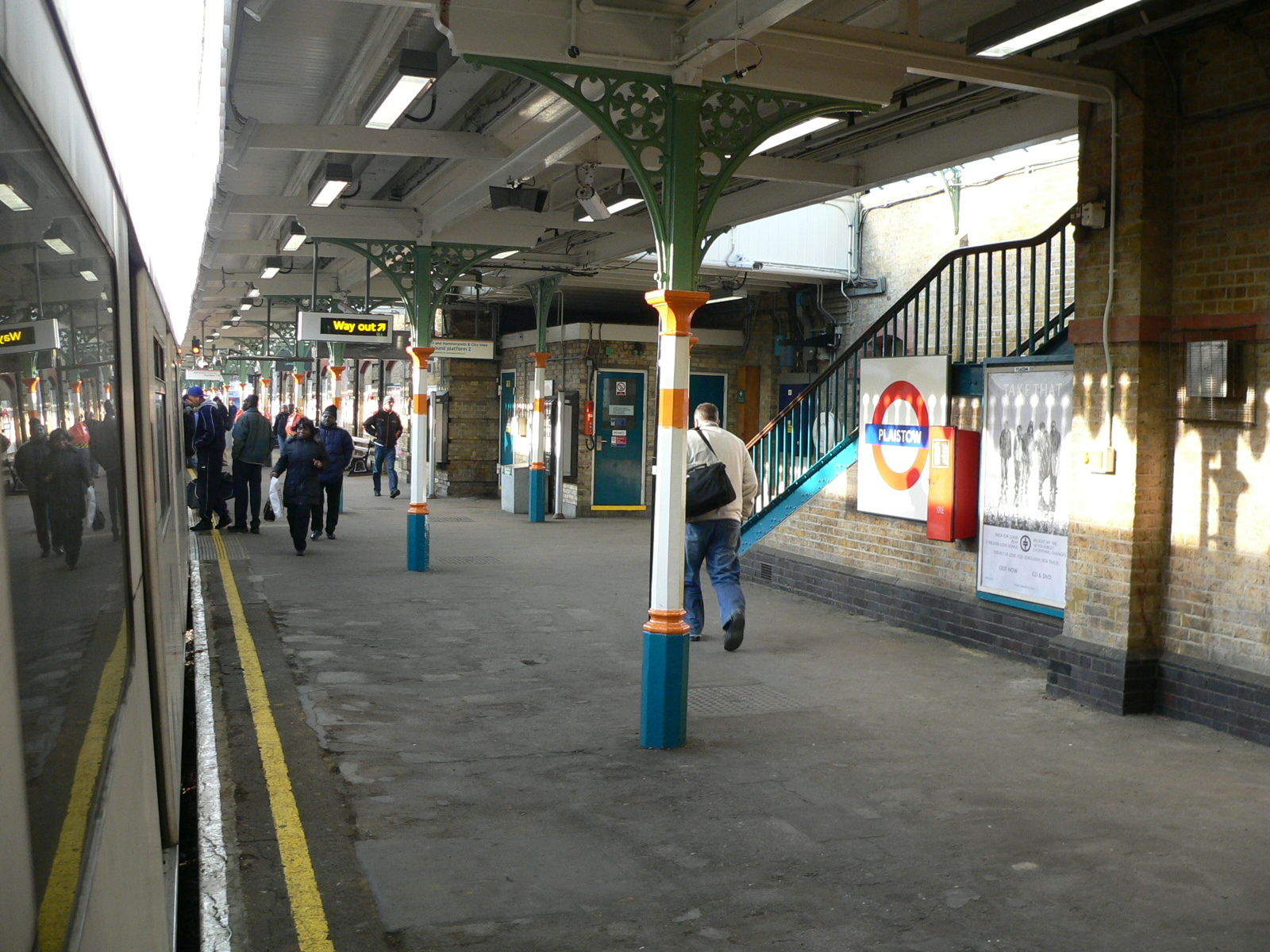
Plaistow